# تپه قلعه یری
تپه قلعه یری مربوط به دوران‌های تاریخی پس از اسلام است و در شهرستان بوئین‌زهرا، بخش آبگرم، روستای توآباد واقع شده و این اثر در تاریخ ۲۵ خرداد ۱۳۸۱ با شمارهٔ ثبت ۵۷۴۵ به‌عنوان یکی از آثار ملی ایران به ثبت رسیده است.